# Barbara Rossi (tenista)
Barbara Rossi (Milán, 18 de mayo de 1961) es una extenista profesional italiana.

## Biografía

### Carrera profesional
Rossi, originaria de Milán, representó a Italia en nueve partidos de la Copa Federación. Compitiendo en el WTA Tour a principios de la década de 1980, su mejor resultado fue una aparición en cuartos de final en el Torneo de Tokio en 1981. Llegó a la tercera ronda del Torneo de Roland Garros 1981 y obtuvo una victoria sobre Betty Stöve en el Abierto de Estados Unidos 1982.

### Carrera después del tenis
Desde que se jubiló como jugadora, ha trabajado como entrenadora de tenis en Milán.  Actualmente dirige una academia de tenis.  También es comentarista de tenis para la cadena de televisión Eurosport.